# Rivière-sur-Tarn
Rivière-sur-Tarn (okzitanisch Ribièira) ist eine französische Gemeinde mit 1.045 Einwohnern (Stand 1. Januar 2022) im Département Aveyron und in der Region Okzitanien (vor 2016 Midi-Pyrénées). Sie gehört zum Kanton Tarn et Causses und zum Arrondissement Millau. Die Einwohner werden Riviérois genannt.

## Lage
Rivière-sur-Tarn liegt etwa elf Kilometer nordnordöstlich von Millau am Tarn. Das Gemeindegebiet gehört zum Regionalen Naturpark Grands Causses. Umgeben wird Rivière-sur-Tarn von den Nachbargemeinden Sévérac-le-Château im Norden, Mostuéjouls im Osten, Le Rozier im Südosten, La Cresse im Süden, Compeyre im Südwesten sowie Verrières im Westen.

## Einwohnerentwicklung
| Jahr                       | 1962 | 1968 | 1975 | 1982 | 1990 | 1999 | 2006 | 2018 |
| Einwohner                  | 674  | 657  | 625  | 711  | 757  | 961  | 1013 | 1036 |
| Quellen: Cassini und INSEE |      |      |      |      |      |      |      |      |

## Sehenswürdigkeiten
- Kirche Sainte-Barbe
- Kirche Saint-François-de-Sales im Ortsteil Fontaneilles
- Kirche Saint-Second im Ortsteil Boyne
- Burgruine von Peyrelade, seit 1998 Monument historique

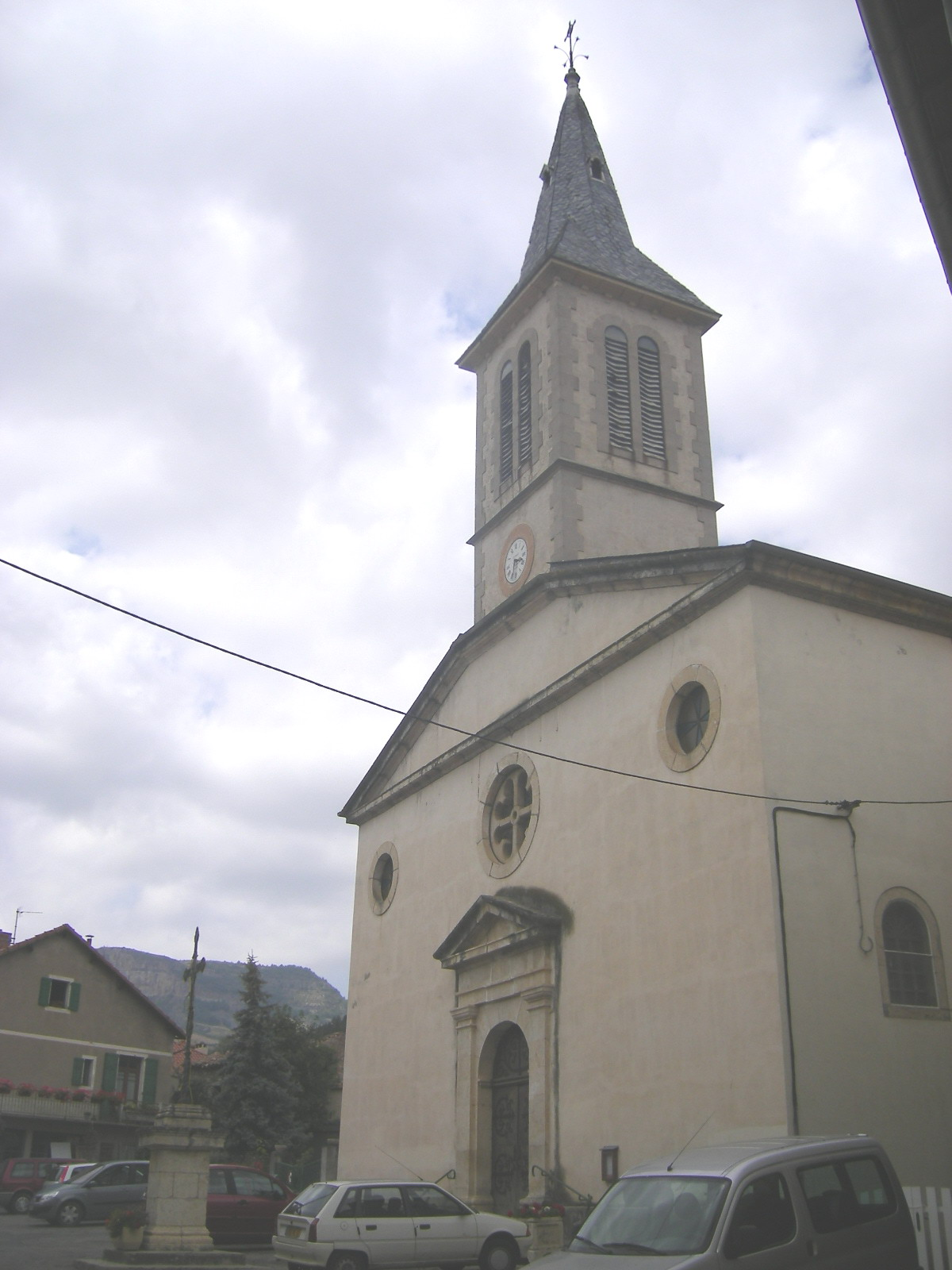
Kirche Sainte-Barbe
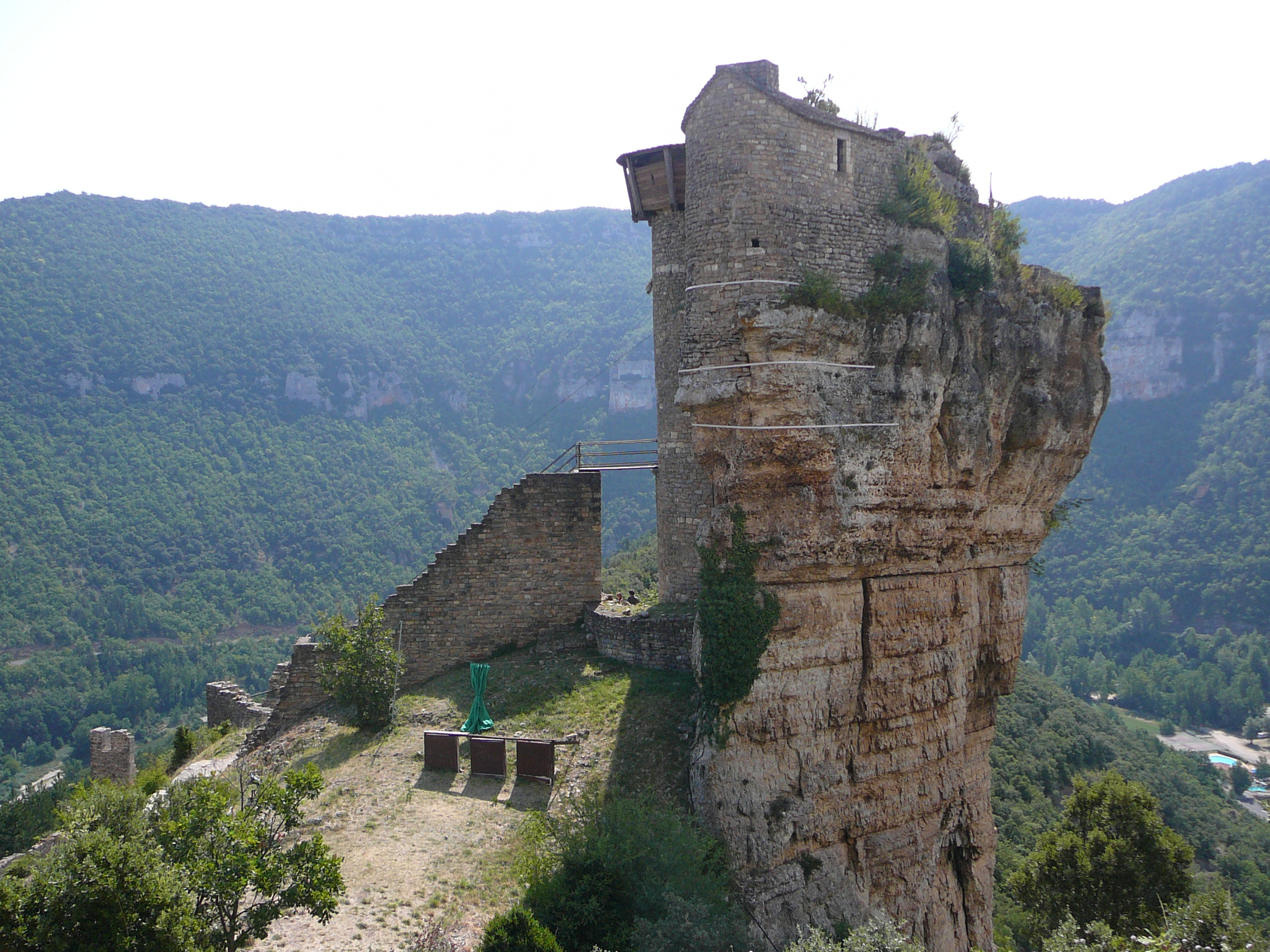
Burgruine Peyrelade